# ستيوارت سوندرز
ستيوارت سوندرز (27 يونيو 1960 في أستراليا - ) (بالإنجليزية: Stuart Saunders)‏ هو لاعب كريكت أسترالي. لعب مع فريق تسمانيا للكريكت.

## وصلات خارجية
- ستيوارت سوندرز على موقع إي آس بي آن كريك إنفو (الإنجليزية)